# TVL Radiotelevisione Libera
TVL Radiotelevisione Libera è stata una rete televisiva italiana locale operante nella città di Livorno.

## Storia
Fondata nel 1974 per iniziativa di Paolo Romani e Marco Taradash, Telelivorno iniziò le trasmissioni ufficiali il 15 gennaio 1975 sul canale UHF 42.
Gli studi erano in un locale al numero 25 di via dei Funaioli, a pochi metri dalla Terrazza Mascagni. Il trasmettitore era situato sul Monte Serra, una delle vette del Monte Pisano, a una ventina di chilometri a est di Pisa. Il bacino d'utenza comprendeva buona parte delle provincie di Livorno, Pisa e Lucca, ed è per questo che la proprietà decise a breve di cambiare nome da Telelivorno a TVL - TV Libera.
Inizialmente la rete ripeteva i programmi di Telemontecarlo che, dapprima per alcuni giorni la settimana, poi quotidianamente, Telelivorno interrompeva per sostituirli con le proprie produzioni. Dopo il videogiornale, che andava in onda al posto di quello di Tmc, veniva nuovamente dato spazio all'emittente monegasca per il film della sera. Il ripetitore posto sul Monte Serra era in grado, grazie a un telecomando, di selezionare tre diversi segnali: quello proveniente dallo studio di Livorno, Telemontecarlo o Telecapodistria. Direttore della testata giornalistica era Nino Pirito. Altri collaboratori della rete erano Maurizio Venturini, Leonardo Pasquinelli, Marco Sisi, Giada Garrison, Marcello Piccardo e suo figlio Andrea Piccardo, Maurizio Silvestri, Antonio Heusch, Daniele Tornar, Valeria Taradash, Gabriella Cerrano, Alessandro Volpi e l’annunciatrice Mariamelia Vaccaro. Telelivorno offriva inoltre un proprio palinsesto autoprodotto: Di tutto un pop; incontri del Pisa Calcio, del Livorno Calcio, del Livorno Basket, del Cecina Calcio e di altre squadre minori, che avevano come cronista Nino Pirito e altri giornalisti de Il Telegrafo: Vinicio Saltini, Sandro Lulli e Giuliano Fontani ; la rubrica sportiva Lunedì sport; Spazi autogestiti; film vari; la rubrica di attualità Faccia a faccia; il programma di cronaca locale La città; Egregio signor…; Noi e TVL; La vignetta; TVL la farei così, programma durante il quale i telespettatori intervenivano in diretta in studio per dare i loro suggerimenti e i loro consigli; Boh... Mah... Chissà; Contrincontro; La Triglia canterina, registrata negli studi Musical City e trasmessa anche da Radio Libera..  
Nell'estate 1975 a TVL si affiancò appunto Radio Libera, che trasmetteva sulla frequenza di 102 MHz da una villetta in località Castellaccio, pochi chilometri a sud di Livorno. TVL divenne così la prima radiotelevisione privata attiva sul territorio nazionale.
In conseguenza a ciò assunse la denominazione di Tvl Radiotelevisione Libera (successivamente la tv fu chiamata anche Tvl Antenna 42 mentre la radio prese il nome di Radio Elle 102, cambiato poco dopo in Radio Blu).
Fra gli altri programmi che nel corso degli anni Tvl propose, ricordiamo: il reportage Serantini omicidio di Stato, curato da Marco Taradash, sulla morte in carcere di uno studente universitario a Pisa, che era stato colpito da un lacrimogeno della polizia durante una manifestazione (il film vinse il Premio Sorrento per come miglior servizio di investigazione e denuncia); il tg di Tvl, dapprima nominato Notizie TVL e quindi Ultimissima, che andava in onda rigorosamente in diretta; Capannello, curato dall’operatore Leonardo Pasquinelli e da Nino Pirito.
All’inizio del 1977 venne stipulato un accordo con Tele Libera Firenze per ripetere i suoi programmi nell’area di Livorno, Pisa e Lucca; si ridussero i programmi autoprodotti, ormai limitati al tg locale. L’emittente fiorentina aveva però cambiato frequenza, irradiando i suoi programmi dal canale UHF 55 che era lo stesso utilizzato da TVL per il ponte di trasferimento verso il Monte Serra, e ciò causava disturbi alla ricezione del segnale. L’abbandono del canale da parte di due figure fondamentali come Pirito, che si trasferì a Genova per dirigere Tivuesse, la TV del quotidiano Il Secolo XIX e Romani, che passò a Milano Tv, unitamente alla difficoltà nel reperire risorse sul mercato pubblicitario, alla nascita di nuove e meglio equipaggiate emittenti televisive e radiofoniche toscane e alle precarie condizioni economiche, decretarono la chiusura già nell'estate 1977, prima della TV e poi della radio.